# سانتا كروز دو سول
سانتا كروز دو سول هي بلدية في البرازيل، تتبع ريو غراندي دو سول، بلغ عدد سكانها 118٬374  نسمة، في 2010، تبلغ مساحتها 733٫473 كيلومتر مربع.

## الموقع
تشترك في الحدود مع:
- ريو باردو
- Vera Cruz, Rio Grande do Sul [الإنجليزية]‏
- Sinimbu [الإنجليزية]‏.

## أعلام
- لوكاس كول
- أنا هيكمان
- مارسيلو بويك
- فرناندا مارتينز
- إفيرالدو
- ليوناردو هيرميس لاو